# Templo del Sol (Sogamoso)

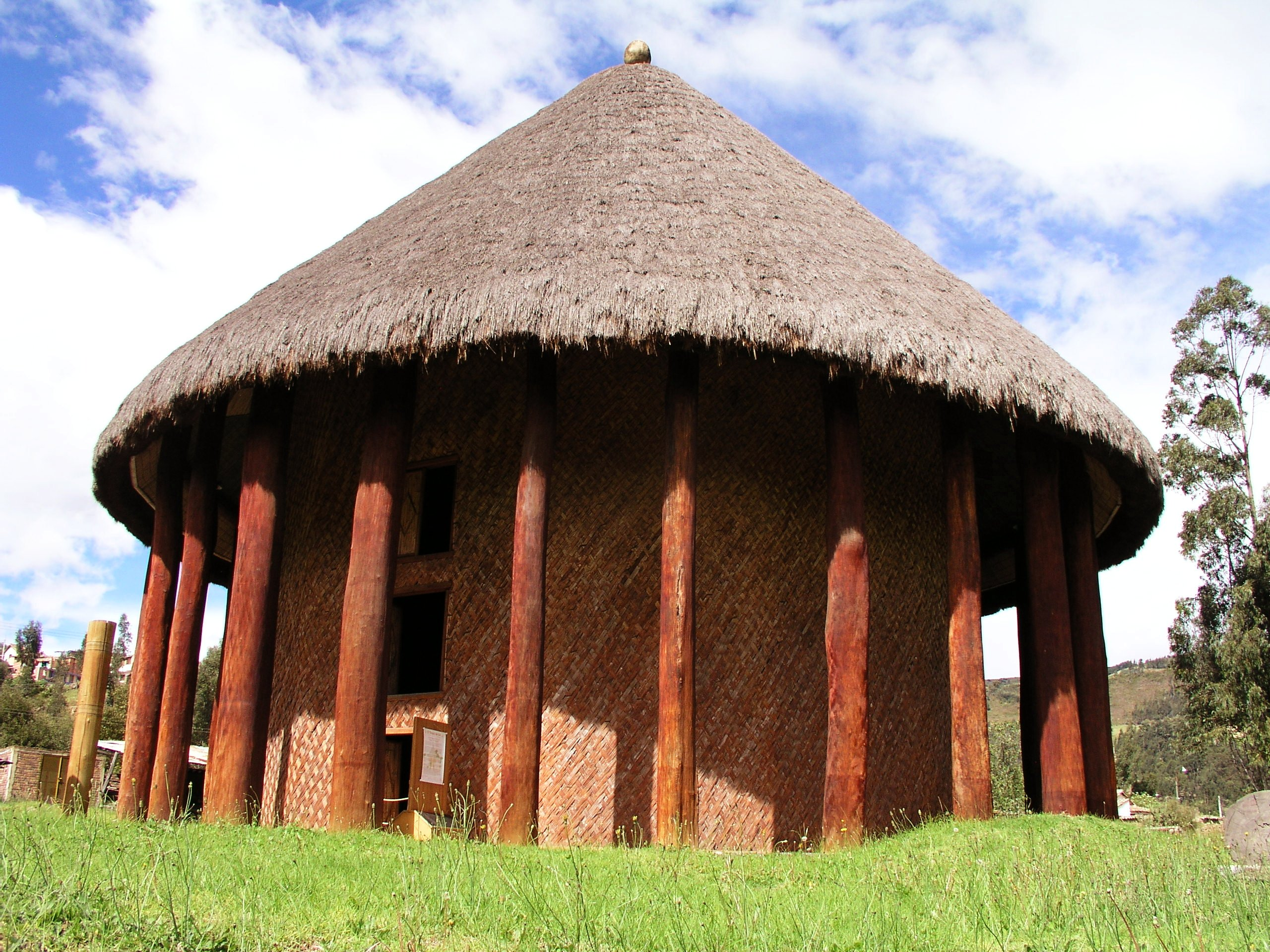
Reconstrucción del Templo del Sol con base en los estudios de Silva Célis.

El Templo del Sol, de Sogamoso (Colombia), era un templo construido por los Muiscas, en honor al dios Sue o Dios sol, el cual estaba a cargo del Iraca y era el más venerado, principalmente por los súbditos de Zaque, que eran considerados sus hijos, con lo cual hacían varios sacrificios humanos {{sust:discutido}} para ofrendarle los órganos al dios . Estaba ubicado en el actual municipio de Sogamoso.

## Estructura
El templo tenía la apariencia de un bohío circular con techo de paja. No tenía ventanas y poseía columnas verticales. El piso era de estera. Adentro tiene la estatua del dios Sue. Los muisca tenían conocimientos de astronomía, por lo que el Templo del Sol se construyó de acuerdo con las posiciones del Sol y poseía cuatro accesos que coincidían con los puntos cardinales que marcaban el paso del sol al templo. El 22 de diciembre, la luz del sol cae sobre el pilar central.

## Destrucción
El conquistador español Jiménez de Quesada se enteró de la existencia del Templo del Sol y entró en Sogamoso a principios de septiembre de 1537. Llegó por la tarde y decidió esperar hasta la mañana siguiente para saquear del templo al cacique de Sugamuxi.
Queriendo ver los tesoros en el templo, dos de sus soldados, Miguel Sánchez y Juan Rodríguez Parra se dirigieron al lugar sagrado la noche del 4 de septiembre iluminando su camino con antorchas.. Cuando entraron al templo encontraron ricos ornamentos y momias de antiguos nobles. Mientras recolectaban partes de los tesoros del templo, se asustaron al ver un indígena y le prendieron fuego con sus antorchas destruyendo el templo hace 483 años.
de Sogamoso

## Reconstrucción
En 1942, Eliécer Silva Célis, descubrió un cementerio muisca en Sogamoso. El cementerio contenía tumbas de indígenas muiscas con momias aún conservadas. Basándose en sus hallazgos arqueológicos, pudo localizar el sitio original del templo y fue posible reconstruirlo. Hoy el templo es parte del Museo Arqueológico de Sogamoso.